# 中津留章仁
中津留 章仁（なかつる あきひと、1973年3月1日 - ）は、日本の劇作家である。劇団 『TRASHMASTERS（トラッシュマスターズ）』主宰。

## 経歴
大分県生まれ。大分県立佐伯鶴城高等学校、明治大学理工学部卒業。ダイノジの大谷ノブ彦は同窓生。
1999年、Last Creators Production（LCP）創設後、脚本・演出を手掛ける。
空間詩人名義での公演後、2000年にTRASHMASTERSを旗揚げし、ブラックコメディ作品を中心に上演。2003年に上演された第７回公演「TRASHMASTAURANT」が、CXの深夜番組「演技者。」にてドラマ化されたことで注目されるようになる。
以降、ストレートプレイの枠組みの中で、社会問題をテーマとする作風に一新。数世代にわたる物語の中で描き出される人間ドラマや、冷静な視点から語られる現代社会への批評は、演劇関係者のみならず映画・テレビ関係者からも支持を集めている。
2024年、石丸伸二氏をモチーフとした舞台「掟」が注目され映画化、監督を務める。
近年は日本劇作家協会に所属し、後進の指導にも尽力している。

## 受賞歴
2011年
- 第14回 千田是也賞[1]
- 第46回 紀伊國屋演劇賞 個人賞[2]
- 第19回 読売演劇大賞 選考委員特別賞[3]
- 第19回 読売演劇大賞 優秀演出家賞[4]

2012年
- 第20回 読売演劇大賞 優秀演出家賞[5]

2014年
- 第22回 読売演劇大賞 優秀演出家賞[6]

その他
- 2010年「convention hazard～奇行遊戯」 第14回 鶴屋南北戯曲賞 最終候補ノミネート[7]
- 2011年「convention hazard～奇行遊戯」 第55回 岸田国士戯曲賞 最終候補ノミネート[8]
- 2011年「黄色い叫び」 第15回 鶴屋南北戯曲賞 最終候補ノミネート[9]
- 2012年「背水の孤島」 第56回 岸田國士戯曲賞 最終候補ノミネート[10]
- 2022年「堕ち潮」 第29回 読売演劇大賞 上半期ベスト5[11]
- 2024年「入管収容所」 第31回 読売演劇大賞 上半期ベスト5[12]

劇団・関係者 受賞歴
- 2011年「背水の孤島」 第19回 読売演劇大賞 選考委員特別賞[13]
- 2011年「背水の孤島」 福田暢秀　第19回 読売演劇大賞 スタッフ賞（美術）[14]
- 2013年「来訪者」「極東の地、西の果て」 林田麻里　第48回 紀伊國屋演劇賞 個人賞[15]
- 2015年「そぞろの民」TRASHMASTERAS　シアターアーツ 劇評家が選ぶベストステージ・アーティスト[16]
- 2020年「対岸の絢爛」 CoRich舞台芸術ベストアワード 2位[17]
- 2022年「堕ち潮」「ガラクタ」 みやなおこ　第29回 読売演劇大賞 優秀女優賞[18]
- 2023年「チョークで描く夢」 CoRich舞台芸術ベストアワード 3位[19]

## 舞台
1999年
- 空間詩人 vol.1「誘い-いざない-」－脚本・演出

2000年
- 空間詩人 vol.2「untitled」－脚本・演出 （音響監修：DJ KENSEI　舞台美術：増山士郎）
- TRASHMASTERS vol.1「恋人を家族に紹介する時の２.３の事情」－脚本・演出

2001年
- TRASHMASTERS vol.2「TRASHMASTERS ON THE FLY」－脚本・演出
- TRASHMASTERS vol.3「TRASHMASTAURANT」－脚本・演出

2002年
- TRASHMASTERS vol.4「TRASHMASTERTAINMENT」－脚本・演出
- トム･プロジェクト「TRASHMATIC」－脚本・演出
- TRASHMASTERS vol.5「TRASHMAPARTMENT original ＆ science of play remix」－脚本・演出

2003年
- TRASHMASTERS vol.6「TRASICK」－脚本・演出
- スコラ「NATURAL」－脚本・演出
- TRASHMASTERS vol.7「TRASHMASTAURANT 2003REMIX」－脚本・演出

2004年
- TRASHMASTERS vol.8「TRASHMASTERMIND」－脚本・演出
- TRASHMASTERS vol.9「TRASHTANDARD」－脚本・演出

2005年
- ジェットラグ「落ちる飛行機の中で」－脚本・演出（原作：乙一　出演：汐風幸・樋渡真司・ひわだこういち・カゴシマジロー・龍坐）
- 「理由なき反抗」－共同脚本 （演出：堤幸彦　出演：二宮和也・貫地谷しほり）
- projectDREAMER「世間話」－脚本・演出
- TRASHMASTERS vol.10「TRASHMASTERSIZM」－脚本・演出
- ジェットラグ「GAKUYA」－脚本・演出（出演：森ほさち・ひわだこういち・カゴシマジロー・吹上タツヒロ）

2006年
- projectDREAMER「世間話」－脚本・演出
- projectDREAMER「世間離れ～世間話２～」－脚本・演出

2007年
- TRASHMASTERS vol.11「TRASHMASTERSOUL」－脚本・演出（オープニングアクト：DJ toMU）
- トム･プロジェクト「とんでもない女」－脚本・演出（出演：川島なお美・下條アトム・吉田羊）
- projectDREAMER「どツボッ!!」－脚本・演出

2008年
- TRASHMASTERS「TRASHMASTERSIZM '08」－脚本・演出
- プラスイズム「PLUSTICISM」－脚本・演出（出演：龍坐）
- TRASHMASTERS vol.12「beyond the document～渇望と裁き～」－脚本・演出
- トラッシュマスターズ2/5「THE☆どツボッ!!」－脚本・演出（出演：モト冬樹・円城寺あや・ひわだこういち）
- トム･プロジェクト 田畑智子一人芝居 「バッタモン」－脚本・演出

2009年
- TRASHMASTERS vol.13「elevation～幸福の難民～」－脚本・演出
- プラスイズム「pride」－脚本・演出（出演：吹上タツヒロ）
- トム･プロジェクト「とんでもない女」－脚本・演出（出演：川島なお美・下條アトム・吉田羊）
- projectDREAMER「殺し屋シュウ～シュート･ミー～」－脚本・演出（出演：井坂俊哉）
- トム･プロジェクト えまお一人芝居 「シネマにXXX-ｷｽｷｽｷｽ-」－演出
- projectDREAMER「世間話2009」－脚本・演出

2010年
- トム･プロジェクト「藤島土建」－脚本・演出（出演：前田吟・山崎銀之丞・ひわだこういち）
- projectDREAMER「世間知らず」－脚本・演出
- M-DEFI「スキャンダル〜二階堂零二の憂鬱」－脚本
- TRASHMASTERS vol.14「Convention hazard～奇行遊戯～」－脚本・演出
- トム･プロジェクト「ぺてんばなし」－脚本・演出（出演：高橋長英・モト冬樹・山田まりや・龍坐）
- 中津留章仁LOVERS vol.1「青の戯れ」－脚本・演出
- 中津留章仁LOVERS vol.2「灰色の彼方」－脚本・演出

2011年
- トム･プロジェクト「とんでもない女」－脚本・演出（出演：川島なお美・下條アトム）
- 中津留章仁Lovers vol.3「黄色い叫び」－脚本・演出
- 中津留章仁Lovers vol.4「黄色い叫び」－脚本・演出
- TRASHMASTERS vol.15「背水の孤島」－脚本・演出
- ラフカット2011 「ラフからのセカンドショット」－脚本・演出
- トム･プロジェクト「嫉妬.混む」－脚本・演出（出演：川島なお美・渡辺哲・山田まりや・カゴシマジロー）
- ピカレスク･ホテル「男か、女か、」－脚本・演出（出演：長谷川朝晴・江口のりこ）

2012年
- TRASHMASTERS vol.16「狂おしき怠惰」－脚本・演出
- ノーネーム「黄色い叫び」－原作（脚色・演出：田島優成）
- 中津留章仁Lovers vol.5「水無月の云々」－脚本・演出
- TRASHMASTERS vol.17「背水の孤島」－脚本・演出
- トム･プロジェクト「欺瞞と戯言」－脚本・演出（出演：竹下景子・下條アトム）
- 国際演劇協会「第三世代」－演出（脚本：ヤエルロネン　出演：吹上タツヒロ）

2013年
- TRASHMASTERS vol.18「来訪者」－脚本・演出
- トム･プロジェクト「完全姉妹」－脚本・演出（出演：真野響子・眞野あずさ）
- TRASHMASTERS vol.19「極東の地、西の果て」－脚本・演出
- トム･プロジェクト「裏小路」－脚本・演出（出演：吉田栄作・秋野暢子・下條アトム・吹上タツヒロ）
- テラヤマ☆歌舞伎「無頼漢 -ならずもの-」－脚本（原作：寺山修司　音楽：上妻宏光　演出：流山児祥）

2014年
- TRASHMASTERS vol.20「虚像の礎」－脚本・演出
- projectDREAMER「昼下りの非情事」－脚本・演出
- 青年劇場「みすてられた島」－脚本・演出
- 中津留章仁Lovers vol.6「八月の雹」－脚本・演出
- TRASHMASTERS vol.21「儚みのしつらえ」－脚本・演出

2015年
- TRASHMASTERS vol.22「砂の骨」－脚本・演出
- 劇団コラソン「ドツボ」－脚本
- 斗山ドゥサン人文劇場-不信の時代「背水の孤島【韓国版】」－原作
- トム･プロジェクト 木村多江一人芝居「エンドロール」－演出
- ピースリーディング 朗読劇「明日、戦場に行く」－出演
- TRASHMASTERS vol.23「そぞろの民」－脚本・演出
- 新国立劇場「バグダッド動物園のベンガルタイガー」－演出（脚本：ラジヴジョセフ　出演：杉本哲太・風間俊介）
- 中津留章仁LOVERS ストアハウスコレクション日韓演劇週間「水無月の云々」－脚本・演出

2016年
- TRASHMASTERS vol.24「猥り現-みだりうつつ-」－脚本・演出
- 青年劇場「雲ヲ掴ム」－脚本・演出
- TRASHMASTERS vol.25「殺人者Ｊ」－脚本・演出
- 劇団民藝「篦棒-べらぼう-」－脚本・演出
- 劇団東演「琉球の風」－脚本
- 中津留章仁LOVERS ストアハウスコレクション日韓演劇週間「黄色い叫び」－脚本・演出

2017年
- TRASHMASTERS vol.26「たわけ者の血潮」－脚本・演出
- ジェットラグ「昼下りの非情事」－脚本・演出
- トム･プロジェクト「明日がある、かな」－脚本・演出（出演：高橋洋介）
- TRASHMASTERS vol.27「不埒」－脚本・演出
- 青年座「断罪」－脚本

2018年
- TRASHMASTERS vol.28「埋没」－脚本・演出
- 青年劇場「分岐点～ぼくらの黎明期～」－脚本・演出
- 劇団東演「琉球の風」－脚本
- TRASHMASTERS vol.29「奇行遊戯」－脚本・演出
- 劇団ワンツーワークス リーディング公演「FALLOUT～背水の孤島～」＠イギリス－原作
- さいたまネクスト･シアター「第三世代」－演出（脚本：ヤエルロネン）

2019年
- TRASHMASTERS vol.30「オルタリティ」－脚本・演出
- トム･プロジェクト「黄色い叫び」－脚本・演出
- 青年劇場「みすてられた島」－脚本・演出
- ネルケプランニング「今、僕は六本木の交差点に立つ」－脚本（出演：中村誠治郎・有澤樟太郎・定本楓馬・山寺宏一・高橋洋介）
- 劇団民藝「異邦人」－脚本・演出

2020年
- TRASHMASTERS vol.31「対岸の絢爛」－脚本・演出
- Webリーディング公演「THE☆どツボッ!!」－脚本・演出（出演：星野卓誠）
- Send The Theater オムニバス公演「灰色の彼方」－脚本・演出（出演：樋田洋平・藤堂海）
- Nakatsuru Boulevard Tokyo vol.1「パンデミックパニック」－脚本・演出
- TRASHMASTERS vol.32「埋没（再演）」＠四国－脚本・演出
- ジェットラグ「通りすがりのYouTuber」－脚本・演出（出演：冨岡健翔・十碧れいや・長谷川景）

2021年
- TRASHMASTERS vol.33「堕ち潮」－脚本・演出
- Nakatsuru Boulevard Tokyo vol.2「おかめはちもく」－脚本・演出
- TRASHMASTERS vol.34「黄色い叫び」－脚本・演出
- 青年劇場「ファクトチェック」－脚本・演出
- TRASHMASTERS vol.35「ガラクタ」－脚本・演出
- Societe Le Theatre Elysee リーディング公演「とんでもない女」－脚本・演出
- 劇団CANプロ「とんでもない女」－原作

2022年
- ジェットラグ「見舞う男」－脚本・演出（出演：冨岡健翔・十碧れいや・星野卓誠・森下庸之）
- ジェットラグ「通りすがりのYouTuber」－脚本・演出（出演：冨岡健翔・十碧れいや・長谷川景）
- TRASHMASTERS vol.36「出鱈目」－脚本・演出
- Nakatsuru Boulevard Tokyo vol.3「Vanity」－脚本・演出（出演：北原里英）
- Societe Le Theatre Elysee「それを言っちゃお終い〜PREVIEW〜」－演出

2023年
- TRASHMASTERS vol.37「入管収容所」－脚本・演出
- Nakatsuru Boulevard Tokyo 番外公演「UBIQUITY ユービクィティ」－脚本・演出
- Nakatsuru Boulevard Tokyo リーディング公演「みすてられた島」－脚本・演出
- TRASHMASTERS vol.38「チョークで描く夢」－脚本・演出
- Nakatsuru Boulevard Tokyo vol.4「Strange Island」－脚本・演出

2024年
- TRASHMASTERS vol.39「掟」－脚本・演出
- オフィス江原「混沌の街コザ 1950」－構成・演出
- TRASHMASTERS vol.40「ガラクタ（再演）」＠東京･北海道－脚本・演出

2025年
- TROPP ミュージカル公演「AUTONOMOUS REGION」－脚本・演出・作曲（出演：小谷貴船・佐藤絵里佳・喜屋武恵梨・佐藤礼菜・岩田あや乃・徳嵩ノエル）
- ゴツプロ！「流浪樹～The Wanderer Tree～」－脚本
- TRASHMASTERS vol.41「廃墟」－演出（脚本：三好十郎）
- TRASHMASTERS vol.42「そぞろの民（再演）」－脚本・演出

## 映画
2024年
- 「掟」－脚本・監督[20]（企画：奥山和由　出演：森下庸之・星野卓誠・倉貫匡弘・長谷川景・藤堂海・小崎実希子・伊藤洋三郎・辰巳琢郎・渡辺哲）

## テレビドラマ
2003年
- 「演技者。」～TRASHMASTAURANT～（フジテレビ）－原案（脚本・演出：大根仁　出演：坂本昌行・長谷川純・松本莉緒・田畑智子・本谷有希子・村上大樹・村井克行・野村祐人・カゴシマジロー・ひわだこういち・龍坐）

2006年
- 「下北サンデーズ」（テレビ朝日）－出演・第５話脚本
- 「ライオン丸G」（テレビ東京）－脚本協力

2007年
- 「華麗なる一族」（TBS）－ナレーション脚本
- 「ハリ系」（日本テレビ）

2012年
- ラジオドラマ「カラー・ライフ」～灰の音～（NHK）－脚本